# 畑尚子
畑尚子（はた ひさこ、1961年- ）は、日本史学者。学位は博士（歴史学）（國學院大學・2009年）。

## 略歴
1985年國學院大學大学院文学研究科日本史学専攻修了。2009年「徳川政権下の大奥と奥女中」で博士（歴史学）の学位を得る。東京都江戸東京博物館学芸員、國學院大學非常勤講師。日本近世史専攻。大奥などを研究する。

## 著書
- 『江戸奥女中物語』講談社現代新書 2001
- 『幕末の大奥 天璋院と薩摩藩』岩波新書 2007
- 『徳川政権下の大奥と奥女中』岩波書店 2009
- 『知らなかった!?大奥の秘密 徳川300年の封印を解く お世継ぎの誕生の裏側から、歴史に隠された女たちの真の姿を明らかにする。 』編著(雑学3分間ビジュアル図解シリーズ) PHP研究所 2009
- 『島津家の内願と大奥: 「風のしるへ」翻刻』同成社 2018
- 『大奥御用商人とその一族 道具商山田屋の家伝より』岩波書店 2022